# Fekete Amerika
A Fekete Amerika vagy Feketén-fehéren (eredeti cím: White Man's Burden) 1995-ben bemutatott amerikai filmdráma, melyet Desmond Nakao írt és rendezett. A főbb szerepekben John Travolta és Harry Belafonte látható.
A rasszizmus témáját feldolgozó film egy alternatív Amerikában játszódik, ahol a fehérek és feketék kulturális helyzete felcserélődött.

## Cselekmény
Nincs különbség két ember között – kivéve a pénzt és a hatalmat
Louis Pinnock egy csokoládégyárban dolgozó családapa és férj. Egy csomagot kell kézbesítenie a csokoládégyár fekete igazgatójának, de kompromittáló esemény szemtanúja lesz. Ezért másnap elbocsátják munkahelyéről és még aznap este az utcán színes bőrű rendőrök megverik. Másnap bérelt lakásukból családjával együtt kilakoltatják. Felesége gyermekeikkel együtt az asszony édesanyjánál talál szállást, míg Pinnock földönfutó lesz. Végső elkeseredésében fegyvert szerez és elrabolja Thaddeus Thomast, az igazgatót, hogy bosszút álljon a sérelemért.

## Szereplők
| Szerep              | Színész             | Magyar hang  |
| ------------------- | ------------------- | ------------ |
| Louis Pinnock       | John Travolta       | Széles Tamás |
| Thaddeus Thomas     | Harry Belafonte     | Rajhona Ádám |
| Marsha Pinnock      | Kelly Lynch         | Spilák Klára |
| Megan Thomas        | Margaret Avery      |              |
| Stanley             | Tom Bower           |              |
| Donnie Pinnock      | Andrew Lawrence     |              |
| Martin              | Bumper Robinson     |              |
| Lionel              | Tom Wright          |              |
| Roberta             | Sheryl Lee Ralph    |              |
| Dorothy             | Judith Drake        |              |
| John                | Robert Gossett      |              |
| Williams            | Wesley Thompson     |              |
| Johansson           | Tom Nolan           |              |
| Marcus              | Willie C. Carpenter |              |
| rendőr              | Michael Beach       |              |
| Josine              | Carrie Snodgress    |              |
| fiú a hotdogárusnál | Seth Green          |              |